# ليزا ميلن
ليزا ميلن (بالإنجليزية: Lisa Milne)‏ هي مغنية ومغنية أوبرا بريطانية، ولدت في 1971 في أبردين في مملكة اسكتلندا.

## وصلات خارجية
- ليزا ميلن على موقع IMDb (الإنجليزية)
- ليزا ميلن على موقع ميوزك برينز (الإنجليزية)
- ليزا ميلن على موقع أول ميوزيك (الإنجليزية)
- ليزا ميلن على موقع ديسكوغز (الإنجليزية)
- ليزا ميلن على موقع قاعدة بيانات الفيلم (الإنجليزية)